# Ernst Felix von Freymann
Ernst Felix von Freymann (* 11. Februar 1881 in Loveza, Bulgarien; † 19. Juli 1950 in Lüneburg) war ein finnischer Industrieller in der Textilbranche und während des finnischen Unabhängigkeitskrieges Freiheitskämpfer. 

## Leben
Im Jahre 1893 begann Ernst Felix seine militärische Ausbildung im finnländischen Kadettenkorps in Fredrikshamn, es schloss sich von 1895 bis 1900 eine Schulausbildung an einer schwedischen Schule an. Er wurde 1900 in den praktischen militärischen Dienst versetzt, den er 1905 in Folge eines Ohrenleidens beenden musste und aus dem Militär ausschied.
Im Anschluss hieran immatrikulierte er in Helsingfors am Polytechnikum, 1906 wechselte er an das Technikum Reutlingen und studierte Textiltechnik.  Nach seinem Abschluss zum Textilingenieur übernahm er die Leitung einer Weberei in Finnland und wurde 1907 Inhaber dieses Industriebetriebs. 
Von 1917 bis 1918 ließ er sich als Soldat reaktivieren und nahm am finnischen  Unabhängigkeitskrieg teil, in Anerkennung seiner Leistungen wurde er mit der finnischen Freiheitsmedaille  (1. Klasse) und dem Finnischen Orden des Freiheitskreuz (4. Klasse mit Schwert) ausgezeichnet. Seine Ehefrau Aili Johanna wurde mit der Freiheitsmedaille mit Rotem Kreuz (2. Klasse) und der Verdienstmedaille des Finnischen Roten Kreuzes in Bronze geehrt. Nach dem Zweiten Weltkrieg und dem Waffenstillstand war Finnland 1944 gezwungen,  Bürger, die im Jahre 1917 noch russische Staatsbürger waren, an die Sowjetunion auszuliefern. Mit Unterstützung des deutschen Botschafters in Finnland flüchtete die Familie nach Schweden. Sie erhielt dort kein Bleiberecht und gelangten 1945 über Grammow nach Lüneburg.

## Herkunft und Familie
Ernst Felix stammte aus dem baltischen Adelsgeschlecht von Freymann, sein Großvater war der russischen Generalmajor Rudolph Karl Ernst von Freymann (1821–1906). Sein Vater war der russische Generalmajors Otto Nikolai von Freymann  (1849–1924) der mit Hildur Johanna Neovius (* 1881 in Lowtja in Bulgarien) verheiratet war. 1906 heiratete Ernst Felix die Aili Johanna Elisabeth Baronin Gripenberg (* 1885 in Helsinki), die am 6. Oktober 1945 in Helsinki verstarb. Die Nachkommen aus dieser Ehe waren: Aune (Anna) Elisabeth (* 1907), Mertsi Regina (* 1908) und  Otto Herbert (* 1910). Er heiratete dann 1929 Ebba Margareta Chiara de Pers et de Varmo (* 1907 in Wien; † 1996 in Helsinki), aus der zweiten Ehe stammen: die Pädagogin Thelma Elisabeth von Freymann (* 1932) und  Kaarlo Rudolf von Freymann (* 1935).